# Leucophyllum pringlei
Leucophyllum pringlei är en flenörtsväxtart som först beskrevs av Jesse More Greenman, och fick sitt nu gällande namn av Standley. Leucophyllum pringlei ingår i släktet Leucophyllum och familjen flenörtsväxter. Inga underarter finns listade i Catalogue of Life.